# Dąbrówka Ludomska
Dąbrówka Ludomska – wieś w Polsce położona w województwie wielkopolskim, w powiecie obornickim, w gminie Ryczywół.
W latach 1975–1998 miejscowość administracyjnie należała do województwa pilskiego.
W Dąbrówce Ludomskiej w 1846 zmarł Karol Marcinkowski, wielkopolski lekarz, społecznik, filantrop i inicjator budowy Bazaru w Poznaniu. Powołał również do istnienia Poznańskie Towarzystwo Pomocy Naukowej.
Znajduje się tu południowy kraniec Wału Ryczywolskiego.